# Il re alla caccia
Il re alla caccia és una òpera en tres actes composta per Baldassare Galuppi sobre un llibret italià de Carlo Goldoni. S'estrenà al Teatro San Samuele de Venècia el tardor de 1763.
A Catalunya s'estrenà el desembre de 1764 al Teatre de la Santa Creu de Barcelona.